# Sparks (Oklahoma)
Sparks es un pueblo ubicado en el condado de Lincoln en el estado estadounidense de Oklahoma. En el año 2010 tenía una población de 169 habitantes y una densidad poblacional de 169 personas por km².

## Geografía
Sparks se encuentra ubicado en las coordenadas 35°36′35″N 96°49′11″O / 35.60972, -96.81972 (35.609854, -96.819861).

## Demografía
Según la Oficina del Censo en 2000 los ingresos medios por hogar en la localidad eran de $20,000 y los ingresos medios por familia eran $21,750. Los hombres tenían unos ingresos medios de $16,875 frente a los $12,083 para las mujeres. La renta per cápita para la localidad era de $7,715. Alrededor del 25.4% de la población estaban por debajo del umbral de pobreza.